# Яхья аль-Мамун
Яхья ибн Исмаил аль-Мамун (араб. يحيى بن إسماعيل المأمون‎; ум. 1075, Кордова) — правитель тайфы Толедо с 1043 года.

## Биография
Был сыном Исмаила аль-Захира, первого эмира тайфы Толедо. После смерти отца в 1043 году стал правителем тайфы и начал войну с соседями за её расширение. Он активно поддерживал развитие своей тайфы, стремясь подражать своему более известному тёзке. В Толедо при его поддержке была собрана группа из двенадцати мудрецов, что способствовало культурному возвеличиванию. При его поддержке работали такие учёные, как Саид аль-Андалуси, Аз-Заркали и Ибн аль-Вафид.
С 1043 по 1046 годы вёл безуспешную войну с эмиром Сарагосы Сулейманом аль-Мустаином за Гвадалахару, в ходе которой он потерпел поражение.
В 1065 году присоединил к своим владениям Валенсию, которую захватил без пролития крови. В последующие годы вёл безуспешную войну с эмиром Севильи аль-Мутадидом за города Кармону и Кордову.
В 1075 году захватил Кордову и вскоре умер по причине отравления; ему наследовал его внук Яхья аль-Кадир.